# Alexandra Henrion-Caude
Alexandra Henrion-Caude   (Warwick, 16 d'octubre de 1969) és una genetista francesa d'origen anglès. Es va doctorar el 1997 a la Universitat París Diderot amb una tesi sobre les malalties genètiques i l'ARN no codificant. És especialment coneguda per la seva oposició a la política sanitària implementada durant la pandèmia de Covid-19 i la seva denúncia de la desinformació relacionada amb la pandèmia.

## Trajectòria
Treballa com a neurobiòloga al Joslin Diabetes Center de la Harvard Medical School de Boston i a l'Institut Salk d'Estudis Biològics de La Jolla.
Va ser directora d'investigació a l'Institut national de la santé et de la recherche médicale del 2012 al 2018. El 2012, va descobrir la implicació de l'àcid ribonucleic (ARN) no codificant en malalties genètiques. El seu treball es refereix a malalties genètiques com la fibrosi quística i la síndrome de Ravine.
S'ha interessat per qüestions de bioètica, especialment pel que fa a la recerca sobre l'embrió humà, i va crear el lloc web Science en conscience que fa campanya contra els assaigs clínics amb embrions. S'ha oposat activament a l'accés de les dones lesbianes a la reproducció assistida. Segons L'Express, forma part de la comunitat catòlica tradicionalista i de l'Associació de Científics Cristians, vinculada a la Réseau Blaise Pascal. El 2019, va participar en una conferència catòlica organitzada al Vaticà i titulada «Sí a la vida» on va manifestar la seva oposició a l'avortament argumentant que l'ànima és present des de la concepció de l'embrió.

## Obra publicada
- Les Apprentis sorciers. Albin Michel, 2023, p. 162. ISBN 978-2226482631..[13][14]